# Hitobia
Hitobia là một chi nhện trong họ Gnaphosidae.